# Dżubb Hamza
Dżubb Hamza (arab. جب حمزة) – miejscowość w Syrii, w muhafazie Aleppo. W 2004 roku liczyło 2885 mieszkańców.